# مؤقتة بيض

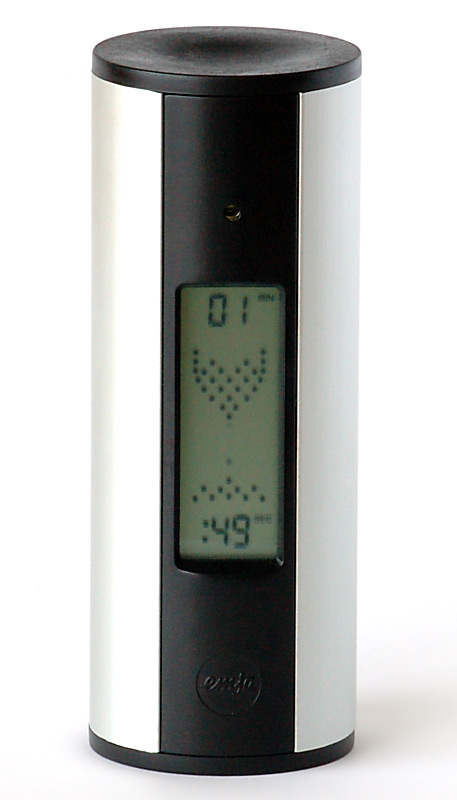
مؤقتة بيض رقمية ذات رسوم بالرمال المتحركة

مؤقتة البيض هو جهاز وظيفته الأساسية المساعدة في توقيت سلق البيض. كانت بعض التصميمات السابقة تحسب الوقت لفترة زمنية محددة. يمكن لبعض التصميمات الحديثة أن تحدد الوقت أكثر دقة وذلك اعتمادًا على درجة حرارة الماء بدلًا من الوقت المطلق.

## التقنية
كانت مؤقتة البيض تقليدية على هيئة ساعات رملية صغيرة وأصبح الاسم مرادفًا لهذا النموذج. مع تقدم التكنولوجيا تطور اجهزة العد التنازلي الميكانيكي التي لديها قرص قابل لتعديل الوقت ويمكن تطبيقها على نطاق واسع من مهام الطبخ. وصنعت أجهزة ضبط الوقت الرقمية مؤخرًا وتتوفر مجموعة كبيرة من البرامج لتنفيذ هذه المهمة على الكمبيوتر أو الهاتف المحمول. المهمة سهلة التنفيذ على معظم أجهزة الميكروويف وأجهزة توقيت الفرن.
طُورت منتجات جديدة قد تسمح بتحسين توقيت إعداد البيض فهي تستخدم درجة حرارة الماء الذي يُطهى البيض بهة للإشارة إلى حالة سلق البيض. هذا النوع من المؤقتات لديه القدرة على الإشارة بشكل أكثر دقة إلى حالة البيض أثناء سلقه حيث أنها لا تعتمد على ظروف معينة (صلابة الماء، درجة حرارة الفرن، الضغط الجوي).

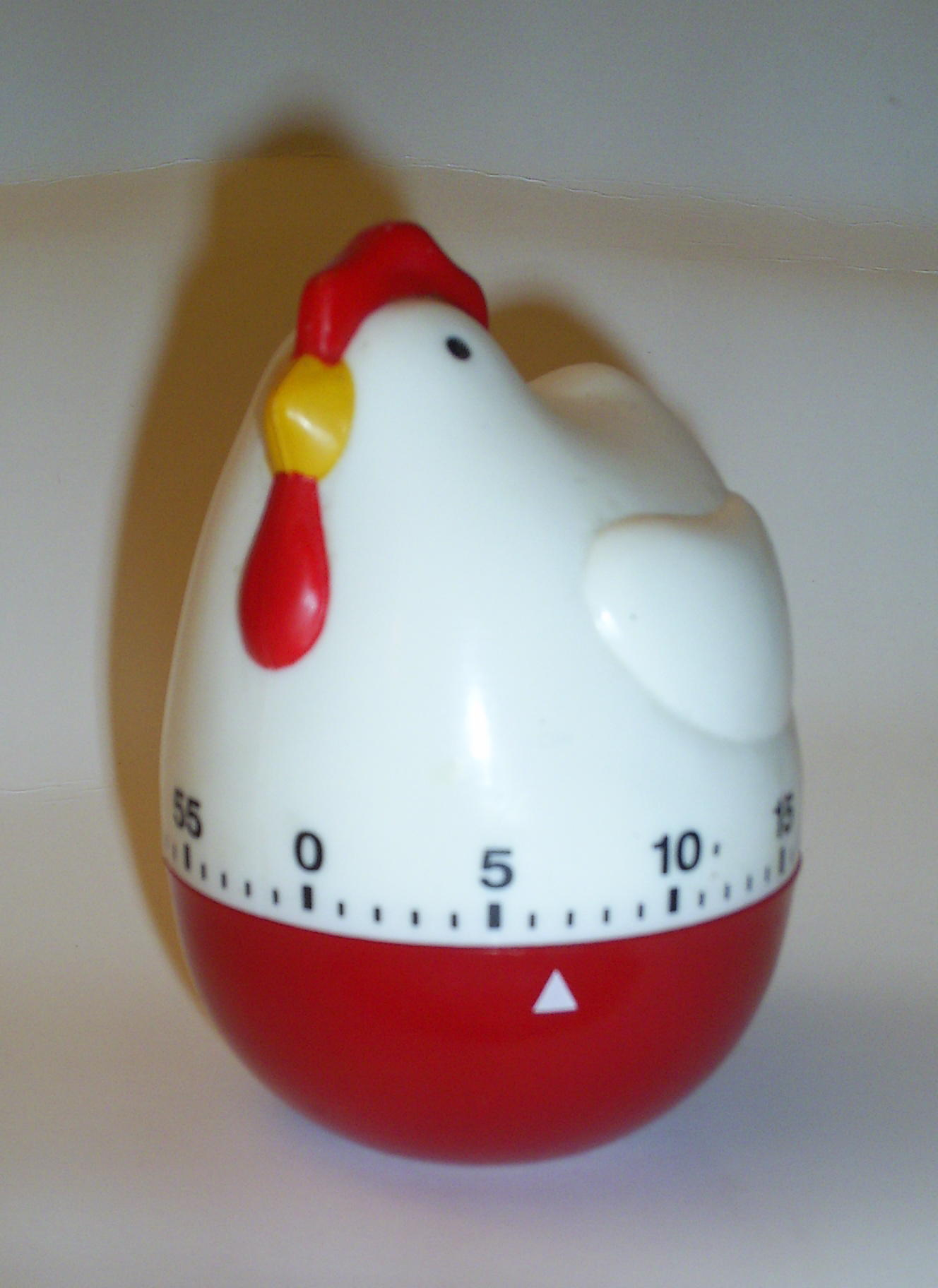
نموذج مؤقتة البيض بالاستخدام الميكانيكى للتوقيت بالمطبخ

أحد هذه المنتجات مصنوع من البلاستيك الشفاف مع قرص ملون حساس للحرارة في الوسط يتغير لونه عند 80 درجة مئوية (176 درجة فهرنهايت).يغير البلاستيك حول القرص الحرارة بشكل ثابت نسبيًا وبالتدريج من الخارج إلى داخل البلاستيك يحاكي كيفية تسخين البيضة أثناء السلق. هذا يسمح للمراقب برؤية زحف اللون للداخل من خلال القرص وإيقاف الغليان في المرحلة المطلوبة. كما أثناء محاكة غليان البيضة، سوف تكون دقيقة حتى إذا تعطلت عملية الغليان، تُستخدم درجة حرارة أقل وبغض النظر عن كمية البيض المطبخ. وتستخدم منتجات أخرى مماثلة الإلكترونيات لإحساس درجة حرارة الماء ولعب نغمة معينة أو سلسلة من الأصوات التي تشير إلى حالة البيض.

## غليان البيض
يتكون البيض من البروتينات التي تفسد عند تطبيق الحرارة. يفقدون شكلهم ويصبحون خيوط طويلة بدلًا من كتل ضيقة. ثم تتشابك مع بعضها البعض مما يجعل سائل البيض يصبح أكثر  لزوجاً.
تملك معظم أجهزة توقيت البيض التقليدية وقت محدد يصل حوالي إلى ثلاث دقائق، وهذا هو الوقت التقريبي الذي يستغرقه سلق بيضة دجاجة متوسطة الحجم في الماء. يستغرق وقتًا طويلًا للطهى المسلوق والمتماسك لبيضة الدجاجة. توقيت طهى البيض المسلوق الطرى هو ثلاث دقائق. تتغير البيضة بشكل سريع خلال الدقائق القليلة الأولى من السلق. و لا يمكن رؤية التغييرات من خلال قشر البيض، لذا فإن التوقيت مهم.

## جهاز مذكرة توقيت بارك

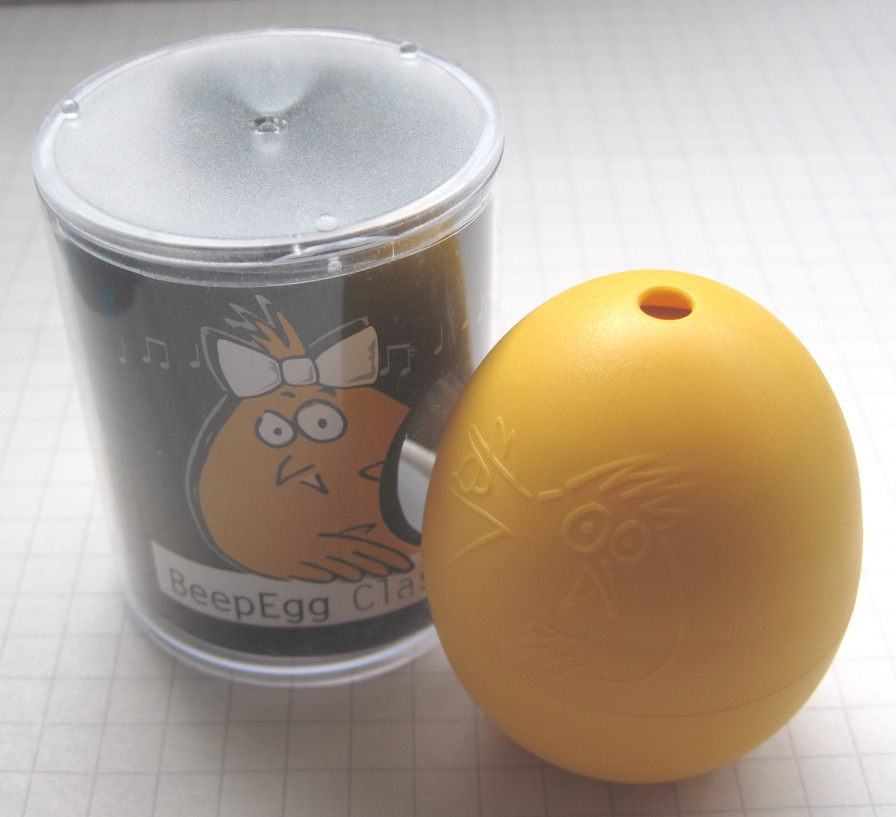
مؤقتة بيض إلكترونية ذات صفارة

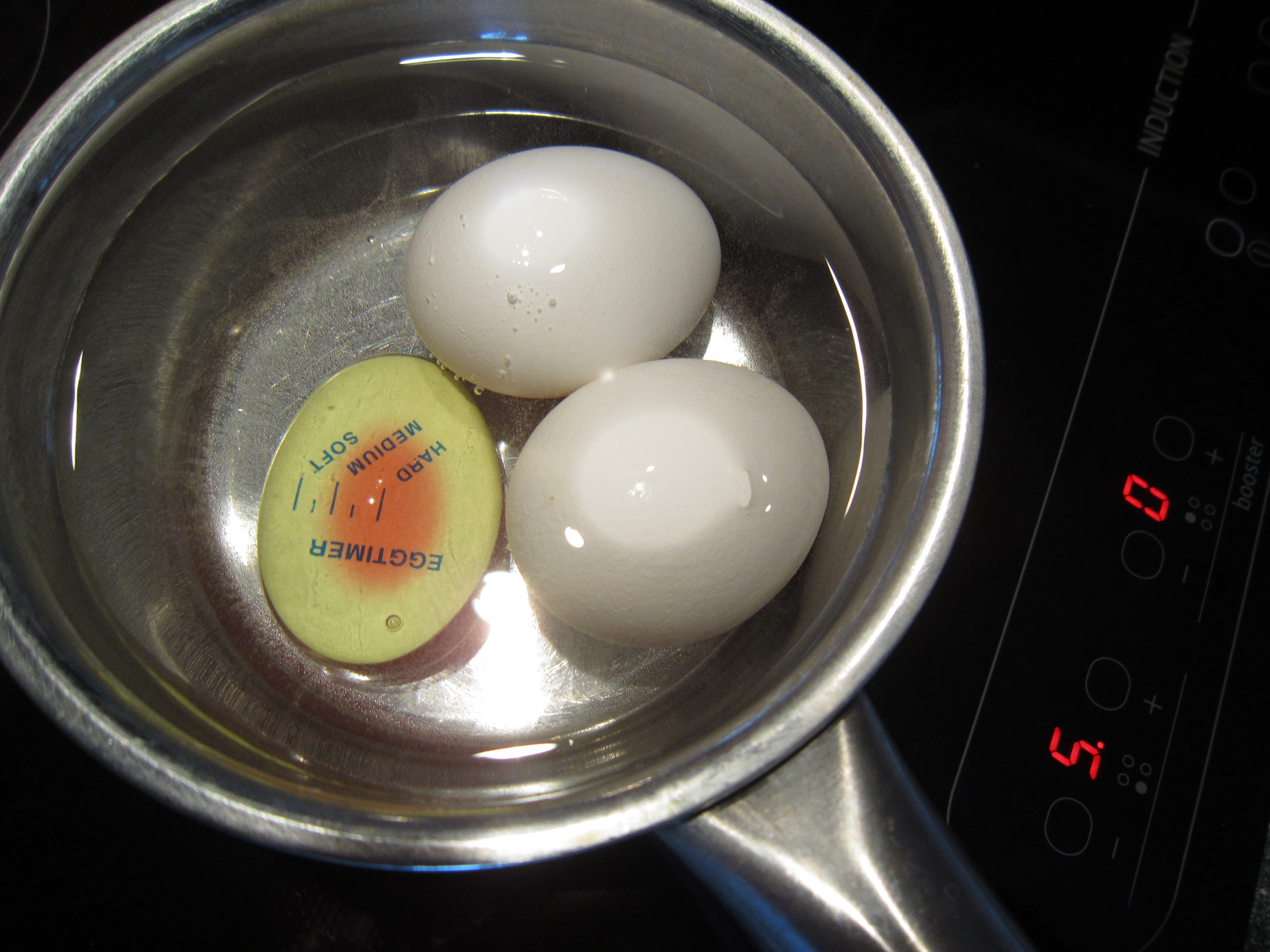
مؤقتة بيض يتغير لونه

تتوفر أيضًا اجهزة توقيت العد التنازلي للاستخدام العام للمطابخ وحساب التوقيت وليست خصيصًا للبيض. تصل آلية العد التنازلي لدى جهاز مذكرة توقيت باركا إلى 60 دقيقة وتُبتاع لتعلق في حمالة المفاتيح، غرضها الأساسي هو تنبيه السائقين عندما يكون عداد انتظار سياراتهم على وشك الانتهاء.